# デイヴィッド・ストラウブ
デイヴィッド・ストラウブ（W. David Straub）は、アメリカ合衆国の外交官。国務省に30年間勤務し、北東アジア問題に精通。

## 生涯
1999年から2002年まで在ソウル大使館政治課長。2002年から2004年まで国務省朝鮮部長。北京での六者会合では事務レベル協議の主要的役割を担った。2004年から2006年4月まで国務省日本部長。日米同盟における在日米軍の再編課題について、日本との協議にアメリカ代表団の共同代表として参加。
2006年に国務省退職後は、ジョンズ・ホプキンス大学高等国際問題研究院教授、ソウル大学校国際大学院教授、スタンフォード大学アジア太平洋研究センター韓国研究所副所長を歴任。